# Просоцани
Просоцани (греч. Προσοτσάνη) — малый город в Греции. Административный центр одноимённой общины в периферийной единице Драма в периферии Восточная Македония и Фракия. Расположен на высоте 115 м над уровнем моря, южнее гор Фалакрон и восточнее реки Ангитис и гор Меникион, в 17 км к северо-западу от города Драма, на берегу левого притока Ангитиса — реки Куру-Цаи. Площадь 48,862 км². Население 3553 человек по переписи 2011 года.

## История
Просоцани — исторически важный город, построенный в долине горы Меникион. До Балканских войн он являлся частью нома Салоники. Также Просоцани был центром табачного производства в Греции.
В середине XX века в городе проживало большое количество малоазийских и понтийских греков, беженцев из Турции (около половины общего количества населения). Со спадом табачного производства в конце 1950-х годов увеличилась эмиграция рабочей силы в Германию.